# 信心
信心（しんじん）とは、神仏を信じる心。また、神仏を信じて祈ることをいう。

## 仏教における信心
- デーヴァ
- 解脱

## キリスト教における信心
- 信仰
- 敬虔